# Campo de concentración Fürstengrube

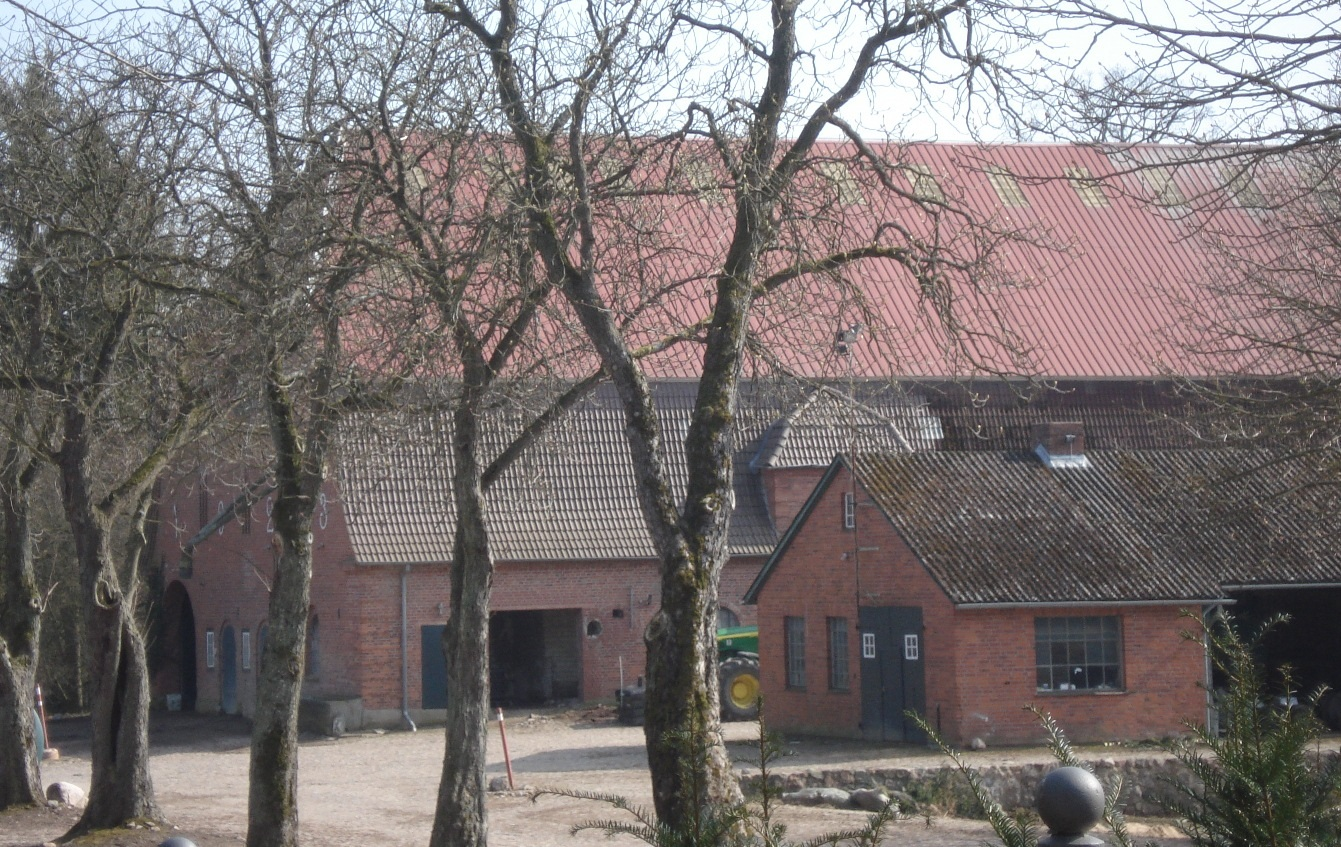
Campo de concentración de Fuerstengrube Todensmarsch-Scheune-Glausau.

El campo de concentración de Fürstengrube fue uno de los más grandes de entre los 39 campos dependientes de Auschwitz. Se encontraba en la población del mismo nombre, llamada en polaco Wesoła, 5 km al suroeste de Mysłowice en Silesia.
Se construyó en septiembre de 1943 como campo de trabajo para las minas de carbón de Fürstengrube. 
Fue abandonado el 19 de enero de 1945 al acercarse el frente. Bajo el último comandante del "Lager", el oficial de las SS Max Schmidt, que ocupó este puesto desde marzo de 1944, comenzó para los 1.283[cita requerida] prisioneros una marcha a pie, que comenzó con el fusilamiento de muchos de ellos en el propio Fürstengrube y que les llevó en primer lugar a la población de Ahrensbök en Schleswig-Holstein, lugar del que procedía el comandante del campo. Los supervivientes, unos 400 prisioneros, fueron embarcados en el Cap Arcona, que el 3 de mayo de 1945 fue hundido por la aviación aliada en la bahía de Lübeck.
- Datos: Q315724